# Tamiops mcclellandii
Tamiops mcclellandii is een zoogdier uit de familie van de eekhoorns (Sciuridae). De wetenschappelijke naam van de soort werd voor het eerst geldig gepubliceerd door Horsfield in 1840.

## Voorkomen
De soort komt voor in Bhutan, Cambodja, China, India, Laos, Maleisië, Myanmar, Nepal, Thailand en Vietnam.